# Ingrid Bellemans
Ingrid Bellemans (Vilvoorde, 19 de febrero de 1967) es una deportista belga que compitió en vela en la clase Europe. Ganó una medalla de plata en el Campeonato Mundial de Europe de 1992.

## Palmarés internacional
| \| Campeonato Mundial \| Campeonato Mundial \| Campeonato Mundial \| Campeonato Mundial \| \| Año \| Lugar \| Medalla \| Clase \| \| ------------------ \| ------------------ \| ------------------ \| ------------------ \| \| 1992 \| Izola (Eslovenia) \| Medalla de plata \| Europe \| |                   |                  |        |
| Campeonato Mundial |                   |                  |        |
| Año | Lugar             | Medalla          | Clase  |
| 1992 | Izola (Eslovenia) | Medalla de plata | Europe |